# The Greek Interpreter
Pour plus de détails, voir Fiche technique et Distribution.
The Greek Interpreter est un film britannique réalisé par George Ridgwell, sorti en 1922.

## Synopsis
Sherlock Holmes enquête sur l'étrange aventure qui est arrivée à M. Melas, un interprète grec.

## Fiche technique
- Titre original : The Greek Interpreter
- Réalisation : George Ridgwell
- Scénario : Geoffrey H. Malins et Patrick L. Mannock, d'après la nouvelle L'Interprète grec d'Arthur Conan Doyle
- Direction artistique : Walter W. Murton
- Photographie : Alfred H. Moise
- Montage : Leslie Britain
- Société de production : Stoll Picture Productions
- Société de distribution : Stoll Picture Productions
- Pays de production :  Royaume-Uni
- Langue originale : anglais
- Format : noir et blanc — 35 mm — 1,37:1 — Film muet
- Genre : Film policier
- Durée : deux bobines
- Date de sortie :
  - Royaume-Uni : mars 1922

## Distribution
- Eille Norwood : Sherlock Holmes
- Hubert Willis : Docteur Watson
- Joseph R. Tozer : Latimer
- Robert Vallis : Wilson Kemp
- Cecil Dane : Melas
- Edith Saville : Sophie Katrides
- H. Wheeler : Inspecteur Hopkins
- Madame d'Esterre : Mme Hudson